# Alain Mathot
Pour les articles homonymes, voir Mathot.
Alain Mathot, né à Seraing le 29 août 1972, est un homme politique belge, ancien membre du Parti socialiste belge (PS). Il est impliqué dans plusieurs affaires politico-financières en Belgique.

## Biographie
Il est le fils de Guy Mathot.
Il a été consultant et intermédiaire commercial jusqu'au moment où il a prêté serment comme député fédéral.
À la suite d'une perquisition, il est dans le viseur de la justice pour s'être offert une somptueuse maison sur le littoral de l’île thaïlandaise de Koh Samui en 2016. 
Le 29 mars 2022, Alain Mathot confirme sa démission du PS à la suite de sa condamnation dans l'affaire Intradel-Inova,.

## Carrière politique
- 2000 – 2004[5] : Conseiller communal de Flémalle
- Du 5 juin 2003 au 23 mai 2019 : Député fédéral[6]
- Du 4 décembre 2006 au 15 octobre 2018[7] : Bourgmestre de la ville de Seraing

## Affaire Intradel-Inova
En novembre 2011, Alain Mathot a été inculpé par le juge d'instruction Philippe Richard pour trois chefs d'accusation : blanchiment d'argent, corruption passive, et trafic d’influence dans le dossier Intradel-Inova,. Il était soupçonné d'avoir reçu des pots-de-vin pour une somme de 722.000 € lors de l’attribution de la construction d’un incinérateur à Herstal. Alain Mathot nie ces accusations qu'il qualifie d'allégations mensongères. En mars 2016, la Commission des poursuites de la Chambre rend un rapport proposant à la Chambre de se prononcer contre la demande de levée d'immunité parlementaire. En avril 2016, la Chambre rejette la demande de levée d'immunité parlementaire. En juin 2018, un jugement du tribunal correctionnel de Liège affirme qu'il a bien reçu 700.000€ dans le cadre de la corruption liée à la construction de l'incinérateur.
Il est finalement acquitté le jeudi 25 février 2021 pour les faits de corruption, décision contre laquelle le parquet décide de faire appel quelques heures plus tard . Ce sera donc à la cour d'appel de Liège de réexaminer le dossier.
Le 17 janvier 2022, la justice examine le dossier d'Alain Mathot pour la quatrième fois, cette fois devant la cour d'appel de Liège. Il est accusé d'avoir empoché près de 750 000 euros et il répond pour des faits de faux, de corruption passive et de blanchiment d'argent.
À la suite de ce nouveau procès, Alain Mathot déclare : « Je suis tellement sidéré par la manière dont l'enquête a été réalisée et par la façon dont j'ai été trainé dans la boue ».
L'avocat général réclame une peine de minimum deux ans de prison avec sursis, une amende de 500 euros, une inéligibilité politique de huit ans et une interdiction de commercialité de cinq ans considérant que « Alain Mathot a participé à la corruption et a influencé l’attribution du marché ».
Le 11 mars 2022, la Cour d'appel de Liège le reconnaît coupable de corruption et de fraude fiscale mais l'acquitte pour les autres chefs d'inculpation. Pour les faits de corruption, il est condamné à un an de prison avec sursis, une privation des droits civiques pour cinq ans, une amende de 5.500 euros et une confiscation par équivalent de 700.000 euros. Pour les faits de fraude fiscale, il est condamné à une amende de 2.750 euros.
À la suite de sa condamnation devant la Cour d'appel, Alain Mathot déclare être victime d'une « erreur judiciaire » et annonce un pourvoi en Cassation afin de faire « éclater la vérité ». La Cour de Cassation n'examine cependant pas le fonds des affaires qui lui sont soumises mais uniquement la conformité des procédures au droit.
La cour de cassation rejette son pourvoi contre sa condamnation pour corruption le 2 novembre 2022, Alain Mathot étant de la sorte « définitivement condamné en droit belge ». L'intercommunale Intradel a également introduit un pourvoi en cassation mais au civil, souhaitant réclamer des indemnités au condamné. L'avocat d'Alain Mathot, Jean-Philippe Mayence annonce son intention de s'adresser à la Cour européenne des Droits de l'Homme, une démarche qui, si elle est effective, n'est pas suspensive de la condamnation. 

## Affaire Publipart
Alain Mathot a annoncé le lundi 13 février 2017 lors du conseil communal qu’il démissionnait de ses postes d’administrateur au sein des intercommunales Publilec et SOCOFE, ainsi que d’EDF Luminus, où il était membre du comité stratégique, et de Publipart, dont Publifin, qui fait scandale à la même période, est actionnaire et dont il était vice-président au sein du conseil d’administration.

## Affaire Cristal Park à Seraing
Une information judiciaire est ouverte dans le dossier Cristal Park,. Un email envoyé le 31 mai 2021 par Alain Mathot à son successeur, le bourgmestre de Seraing Francis Bekaert, et à l’échevine des Finances Laura Crapanzano semblerait indiquer que Alain Mathot et Pierre Grivegnée seraient les véritables donneurs d'ordre dans ce dossier. Pierre Grivegnée a été incarcéré un mois pour fausses factures pour un montant de 900 000 € puis libéré.